# William Ernest Henley

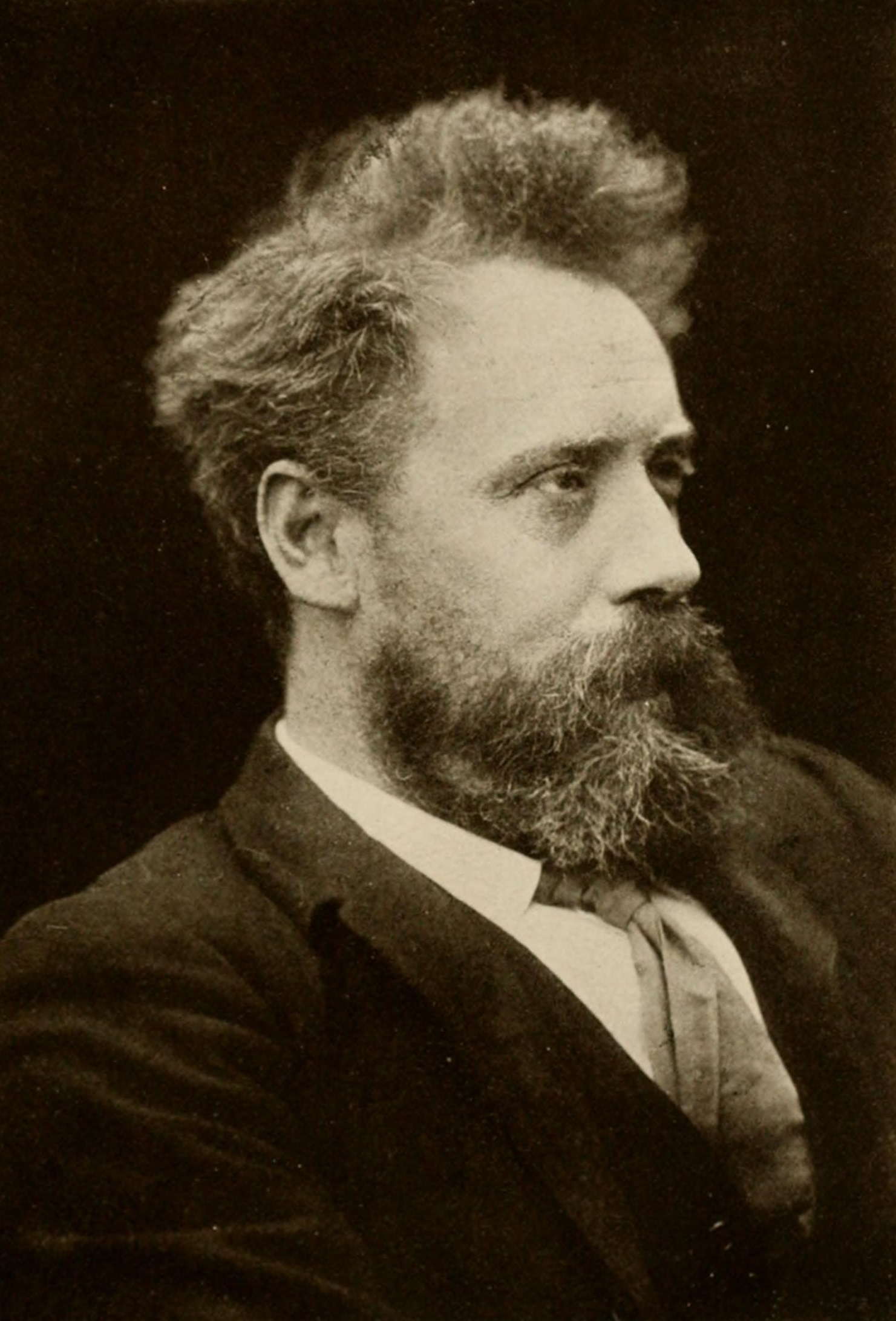
William Ernest Henley

William Ernest Henley, född 23 augusti 1849 i Gloucester, död 11 juli 1903 i Woking, var en brittisk diktare och journalist.
Henley var son till en bokhandlare och gick på Crypt Grammar School där rektorn uppmuntrade honom att studera litteratur, vilket förhindrades av sjukdom och ekonomiska svårigheter. Redan vid tolv års ålder diagnostiserades Henley med tuberkolos, och som ung var han tvungen att amputera sitt vänsterben. År 1873 spred sig sjukdomen även till hans andra ben, vilket räddades från samma öde av läkaren Joseph Lister. Han stannade dock i två år på ett sjukhus i Edinburgh under Listers uppsikt, då han började skriva poesi. Tack vare kritikern Leslie Stephen, och Robert Louis Stevenson, blev han erkänd som diktare och litteraturkritiker. Han gav i sin tur Stevenson inspiration till den enbente piraten Long John Silver i Skattkammarön.
Henley var vid sidan av Rudyard Kipling den brittiska imperialismens store tolk. Hans diktning utmärks av kraftfull realism och metriskt mästerskap. Henley besjöng viljan och modet, som låter människan behärska sitt öde, men han var även välbekant med lidandet. Hans tidigaste dikter, Hospital verses (1873-75), skrevs på sjukbädden. De trycktes först 1880 i A book of verses. Handra samlingar är The song of the sword (1902, omtryckt under titeln London voluntaries och For England's sake (1900). Henley hade som redaktör av bland annat The national observer ett vidsträckt inflytande inom samtida litterära kretsar. Henleys mest kända dikt är Invictus, som publicerades 1888, och beskriver kampen mot hans sjukdom. 